# ほんとの僕を知って
「ほんとの僕を知って」（ほんとのぼくをしって）は2019年9月4日に発売された40枚目の加藤ミリヤのシングル。

## 概要
前作、『愛が降る』から約2ヶ月ぶりのリリース。
デビュー15周年イヤー第2弾のシングル。また、本作リリース直前の7月に第一子を出産を経ての復帰後初の作品となる。初のエッセイ集『あらゆる小さな運命のこと』と同時発売。
「ほんとの僕を知って」は、期間限定としてミュージックビデオのフルVer.をYouTubeにおいて公開がされている。
初回生産限定盤と通常盤の2形態で発売。初回生産限定盤には、前作「愛が降る」のミュージックビデオと「Darling」のスペシャルムービーが収録のDVDが付属されている。チラシが封入されている。

## 収録曲
| 全作詞・作曲: Miliyah。 |                                               |           |            |          |      |
| #                       | タイトル                                      | 作詞      | 作曲・編曲 | 編曲     | 時間 |
| 1.                      | 「ほんとの僕を知って」                        | Miliyah   | Miliyah    |          | 4:53 |
| 2.                      | 「Lonely Hearts -the Sknow Remix-」           | Miliyah   | Miliyah    |          | 5:02 |
| 3.                      | 「勇者たち -Sleepless Night MANABOON Remix-」 | Miliyah   | Miliyah    | MANABOON | 5:07 |
| 合計時間:               | 合計時間:                                     | 合計時間: | 15:02      |          |      |

| #  | タイトル                    | 作詞 | 作曲・編曲 | 監督 |
| -- | --------------------------- | ---- | ---------- | ---- |
| 1. | 「愛が降る -Music Video-」  |      |            |      |
| 2. | 「Darling -Special Movie-」 |      |            |      |

## 収録アルバム
- M BEST II (#1)